# Загидуллина, Аделина Рустемовна
Аделина Рустемовна Загидуллина (род. 13 января 1993, Уфа) — российская фехтовальщица на рапирах. Олимпийская чемпионка 2020 года, двукратная чемпионка мира (2016, 2019) и Европы (2016 и 2019) в командном первенстве, победитель и бронзовый призёр Европейских игр 2015 года. Заслуженный мастер спорта России.
С сезона 2013/2014 года выступает за сборную команду России.
Депутат Государственного Собрания-Курултая Республики Башкортостан. Заместитель председателя комитета по науке, образованию, культуре, молодежной политике и спорту.

## Биография
Обучается в БИФК. Проживает в Уфе. Занимается фехтованием с 2003 года. Выступает за ЦСКА. Тренеры - Е.А. Попов, О.М. Шагаева.
По национальности татарка
Имеет воинское звание капитан (2024).

### Олимпийские игры
- Золото — Олимпийские игры 2020 года (Токио, Япония) (команды)

### Чемпионат мира
- 1 золото – чемпионат мира (Жанейро, Бразилия) (команды)
- Золото — чемпионат мира 2019 года (Будапешт, Венгрия) (команды)
- Бронза — чемпионат мира 2017 года (Лейпциг, Германия) (команды)

### Чемпионат Европы
- Золото — чемпионат Европы 2016 года (Торунь, Польша) (команды)
- Золото — чемпионат Европы 2019 года (Дюссельдорф, Германия) (команды)
- Серебро — чемпионат Европы 2017 года (Тбилиси, Грузия) (команды)

### Европейские игры
- Золото — Европейские игры 2015 (Баку, Азербайджан) (команды)
- Бронза — Европейские игры 2015 (Баку, Азербайджан)

### Чемпионат России
- Серебро — чемпионат России 2014 года (Лобня)
- Бронза — чемпионат России 2016 года (Омск)

## Награды
- Орден Дружбы (11 августа 2021 года) — за большой вклад в развитие отечественного спорта, высокие спортивные достижения, волю к победе, стойкость и целеустремленность, проявленные на Играх XXXII Олимпиады 2020 года в городе Токио (Япония)[3].